# رقيقة (بلاغة)
الرقيقة هي اللطيفة الروحانية، وقد تطلق على الواسطة اللطيفة الرابطة بين الشيئين، كالمدد الواصل من الحق إلى العبد، ويقال لها رقيقة النزول، وكالوسيلة التي يتقرب بها العبد إلى الحق من العلوم والأعمال والأخلاق السنية والمقامات الرفيعة، ويقال لها رقيقة الرجوع، ورقيقة الارتقاء، وقد تطلق الرقائق على عموم الطريقة والسلوك، وكل ما يتلطف به سر العبد، وتزول به كثافات النفس.